# Die Geliebte
Pour plus de détails, voir Fiche technique et Distribution.
Die Geliebte est un film allemand réalisé par  Robert Wiene, sorti en 1927.

## Synopsis
Inconnu.

## Fiche technique
- Titre : Die Geliebte
- Réalisation : Robert Wiene
- Scénario : Leo Birinski d'après la pièce de Sándor Bródy
- Photographie : László Benedek et Arpad Viragh (en)
- Pays de production : République de Weimar
- Format : Noir et blanc - 1,33:1 - Film muet
- Genre : drame
- Date de sortie : 1927

## Distribution
- Edda Croy : Anna von Zizka
- Harry Liedtke : Prince August
- Eugen Burg : le père d'Anna
- Hedwig Pauly-Winterstein : la mère d'Anna
- Hans Junkermann : le père du Prince August
- Adele Sandrock : la grand-mère
- Paul Heidemann : l'adjudant
- Olga Engl
- Karl Platen